# Antiga Confederació Suïssa
La Confederació Suïssa va ser la precursora de la Suïssa actual. L'Eidgenossenschaft suïssa (confederació) va ser una federació de nexes febles entre petits estats gairebé independents que existien des de finals del segle xiii fins a 1798, quan va ser envaïda per Napoleó I, que la transformà en l'efímera República Helvètica. L'Antiga Confederació Suïssa no tenia bandera, però el 1798 obté una bandera que es considera la bandera de Suïssa.

## Orígens
El nucli de l'antiga Confederació Suïssa va ser una aliança entre les comunitats de les valls dels Alps centrals per facilitar la realització d'interessos comuns, com el comerç lliure, i per assegurar la pau entre rutes comercials importants a través de les muntanyes. La Carta Federal de 1291 signada per les comunitats rurals d'Uri, Schwyz i Unterwalden es considera tradicionalment el document fundador de la Confederació, encara que van poder haver existit aliances similars algunes dècades abans.

## Creixement de la Confederació

La Confederació Suïssa des de 1291 fins al segle XVI

El pacte inicial de 1291 es va anar ampliant gradualment amb pactes addicionals amb les ciutats de Lucerna, Zúric i Berna. L'estranya unió de comunitats rurals i urbanes, totes amb l'estatus de reichsfreiheit (dependència directa de l'Emperador) dins el Sacre Imperi Romanogermànic va tenir com a conseqüència la pressió dels ducs i reis d'Habsburg, que havien controlat la major part d'aquestes terres en el passat, i en molts combats van sortir victoriosos i fins i tot van conquerir les àrees rurals de Glarus i Zug, que van passar a ser membres independents de la confederació.
Entre 1351 i 1481, aquesta Acht Orte (Confederació dels Vuit Cantons) va consolidar la seva posició. Les ciutats membre, van estendre els seus territoris a costa dels comtes locals veïns, principalment comprant drets judicials, i de vegades per la força. La Confederació en conjunt es va expandir a través de conquestes militars. Argòvia va ser conquerida el 1415, Turgòvia el 1460. En ambdues ocasions, els suïssos es van aprofitar de la feblesa dels ducs d'Habsburg. Al sud el cantó d'Uri va dur a terme una expansió territorial que culminaria finalment en la conquesta del cantó de Ticino en 1515. Cap d'aquests territoris va passar a ser membre de la Confederació, sinó que es van convertir en Batlia, regions administrades comunament per molts cantons.
Al mateix temps, els vuit cantons incrementar gradualment la seva influència sobre les ciutats i regions veïnes mitjançant aliances addicionals. Cert nombre de cantons establiren pactes amb Friburg, Appenzell, Schaffhausen, l'abadia i la ciutat de Sankt Gallen, Biel/Bienne, Rottweil, Mülhausen i altres. Aquests aliats, anomenats els Zugewandte Orte, van passar a estar fortament associats a la Confederació, però no van ser acceptats com a membres plens. El 1426 Ottolino Zoppo va pactar la pau entre el ducat de Milà i la Confederació Suïssa,
La Guerra de Borgonya va propiciar l'expansió amb nous membres. Friburg i Solothurn van ser acceptats en 1481. A la Guerra de Suàbia contra l'emperador Maximilià I d'Habsburg, els suïssos van tornar a aconseguir victòries i van quedar fora de la legislació imperial pel tractat de Basilea de 1499 que va cloure la Guerra de Suàbia. Les ciutats prèviament associades de Basilea i Schaffhausen es van unir a la Confederació com a resultat directe del conflicte. Appenzell seria el 1513 el tretzè membre. Aquesta Confederació de tretze cantons (Dreizehn Orte) constituir l'Antiga Confederació Suïssa fins a 1798.
L'expansió militar de la confederació es va aturar per la derrota a la batalla de Marignano de 1515. Només Berna i Friburg serien capaços de conquerir el Vaud el 1536, que va passar principalment al Cantó de Berna, encara que una petita part va passar al domini de Friburg.

## Confusions confessionals

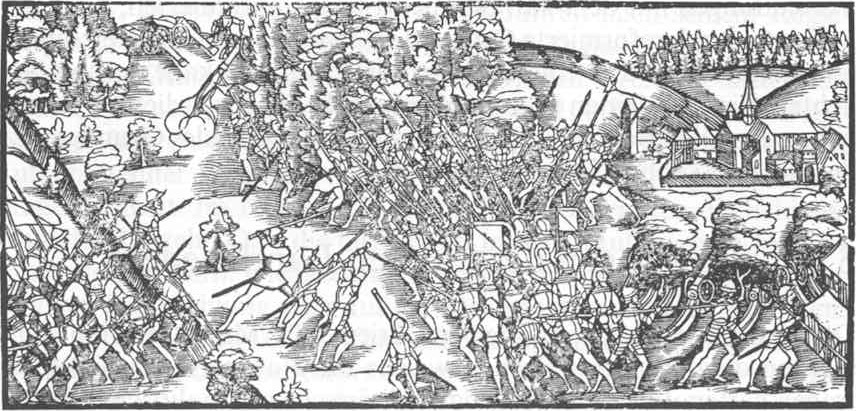
Les forces de Zuric derrotades a la Segona Guerra de Kappel.

La Reforma Protestant va causar a Suïssa la divisió confessional entre els cantons. Zúric, Berna, Basilea, Schaffhausen, així com els associats Biel/Bienne, Mulhouse, Neuchâtel, Ginebra i la ciutat de Sankt Gallen es van convertir al protestantisme, mentre que la resta de la Confederació i el Valais van seguir sent catòlics. A Glarus, Appenzell, els Grisons i en la majoria de municipis coexistien dues religions. Appenzell es va dividir el 1597 en dos cantons: el cantó protestant d'Appenzell Ausser-Rhoden i el catòlic d'Appenzell Inner-Rhoden.
La divisió confessional els va portar a la guerra civil, les Guerres de Kappel, que van separar les aliances amb potències estrangeres de les dues faccions, però la Confederació com a conjunt va continuar existint, tot i que les polítiques exteriors comuns van ser bloquejades. A la Guerra dels Trenta Anys, els profunds desacords religiosos entre els cantons la van mantenir neutral i al marge de la devastació. A la Pau de Westfàlia, la delegació suïssa va aconseguir el reconeixement formal com a estat independent separat del Sacre Imperi Romanogermànic.
Les diferències socials i l'absolutisme creixent en els cantons urbans durant l'Antic Règim van ser causes de diverses revoltes populars. L'aixecament de 1653, durant la depressió posterior a la Guerra dels Trenta Anys, va desencadenar la Guerra dels Camperols Suïssos de 1653 en els territoris de Lucerna, Berna, Basilea, Solothurn i Argòvia. La revolta va ser aixafada amb l'ajuda d'altres cantons.
Les diferències religioses es van accentuant per discrepàncies econòmiques. Els cantons suïssos centrals, predominantment catòlics, estaven envoltats de cantons protestants amb una economia florent, que es va anar industrialitzant gradualment. Els cantons políticament dominants eren Zuric i Berna, tots dos protestants, però en la Confederació els cantons catòlics tenien la supremacia des de la segona guerra de Kappel de 1531. Un intent de reestructurar la Confederació el 1565 per iniciativa de Zuric va ser bloquejat per l'oposició catòlica, el que va originar la Primera Guerra de Villmergen el 1656, que va guanyar el bàndol catòlic, fonamentant l'statu quo, però els problemes estaven irresolts i van entrar en erupció novament el 1712 a la Segona Guerra de Villmergen. Aquesta vegada els cantons protestants van guanyar i van passar a dominar la Confederació. Tanmateix, no es va poder implantar una reforma completa: els interessos individuals dels tretze membres eren diversos, i els governs absolutistes dels cantons resistien tots els intents de centralització per introduir una administració federal o una burocràcia moderna. La política exterior va romandre fragmentada.
El 1798 la Confederació va ser envaïda per les tropes de Napoleó I i va sucumbir amb una resistència insignificant davant dels exèrcits aliats. L'antic règim de l'Antiga Confederació Suïssa va ser reemplaçat per la República Helvètica per ordre de Napoleó.